# Hoda Ablan
Hoda Ablan (Ibb, 1971) és un poetessa iemenita. Va néixer a Ibb i va estudiar a la Universitat de Sanà, obtenint un màster en ciències polítiques el 1993. La seva primera col·lecció de poesia Wurud shaqiyat al-malamih (Roses amb característiques entremaliades) va ser publicada a Damasc el 1989. Des de llavors ha publicat diverses col·leccions de poesia. La seva obra ha aparegut traduïda en diverses publicacions, incloent-hi dos números de la revista Banipal (números 8 i 36). La seva poesia també va ser antologada en una col·lecció del 2001 titulada La poesia de les dones àrabs: una antologia contemporània, editada per Nathalie Handal.
Ablan ha estat secretària general de la Unió d'Escriptors del Iemen. Està casada amb fills.